# Лапшино (Сумская область)
Лапшино (укр. Лапшине) — село,
Спасский сельский совет,
Кролевецкий район,
Сумская область,
Украина.
Код КОАТУУ — 5922685102. Население по переписи 2001 года составляло 238 человек.

## Географическое положение
Село Лапшино находится у истоков безымянного пересыхающего ручья, который через 11 км впадает в реку Сейм,
ниже по течению на расстоянии в 1 км расположено село Веселые Горы.
Через село проходит автомобильная дорога М-02 (E 101).

## Объекты социальной сферы
- Школа І ст.